# Brett Dennen

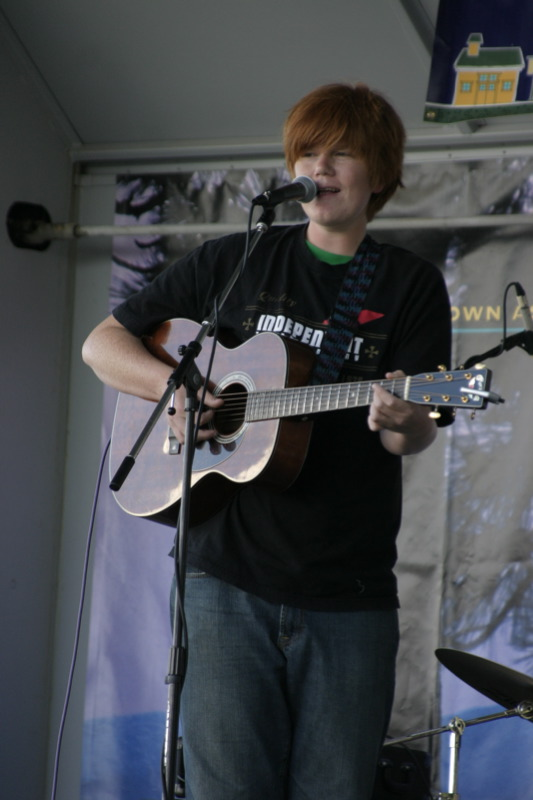
Brett Dennen podczas koncertu

Brett Dennen (ur. 28 października 1979) – wokalista z Oakdale, Kalifornia. Śpiewa pop i folk.
W 2004 roku wydał swój pierwszy własny album, Brett Dennen. Jego drugim albumem był So Much More, który zawiera single: „Ain't No Reason”, „She's Mine”, and „Darlin' Do Not Fear”.
Jego utwory zostały umieszczone w kilku telewizyjnych produkcjach, m.in. Dr House, Hoży doktorzy.

## Dyskografia
- Children's Songs for Peace and a Better World (2003)
- Brett Dennen (2004)
- So Much More (2006)
- Hope for the Hopeless (2008)
- Loverboy (2011)
- Smoke and Mirrors (2013)
- Por Favor (2016)